# Pseudocurimata
Pseudocurimata és un gènere de peixos de la família dels curimàtids i de l'ordre dels caraciformes.

## Taxonomia
- Pseudocurimata boehlkei (Vari, 1989)[3]
- Pseudocurimata boulengeri (Eigenmann, 1907)[4]
- Pseudocurimata lineopunctata (Boulenger, 1911)[5]
- Pseudocurimata patiae (Eigenmann, 1914)[6]
- Pseudocurimata peruana (Eigenmann, 1922)[7]
- Pseudocurimata troschelii (Günther, 1860)[8][9][10][11][12][13][14][15]